# Pedro Viteri
Pedro Viteri y Arana (también conocido como Pedro Biteri) (Mondragón, 18 de julio de 1833 - Biarritz, 22 de mayo de 1908) fue un millonario y filántropo español. Es especialmente recordado en su provincia natal, Guipúzcoa (País Vasco), donde realizó una importante labor en pro de la educación.
Pedro Viteri nació en la localidad guipuzcoana de Mondragón el 18 de julio de 1833 en el seno de una familia muy acomodada. Siendo niño su familia se trasladó a Bayona (Francia) donde comenzó sus estudios que terminaría en Gran Bretaña. En su juventud viajó por las principales capitales europeas y vivió en París. En 1847 fallece su padre y la fortuna familiar pasa a ser gestionada por su hermano José Bernabé. En 1874 se casó con una dama inglesa de nombre Celina Voody.

## Labor filantrópica
A la muerte de su hermano en 1893, Pedro Viteri heredó la fortuna familiar y se estableció con su mujer en Biarritz (País Vasco Francés). Viviendo cerca de su tierra natal, Viteri, que ya contaba con 60 años de edad, regresó ese mismo año de visita a su pueblo natal, al que no había acudido desde la infancia.
De esa primera visita, de otras posteriores que realizó y de los deseos que le había manifestado su hermano en vida, surgió la idea de constribuir con su fortuna al desarrollo de su localidad natal y por extensión de su provincia natal.
En esta primera visita Viteri decidió costear de su bolsillo la restauración de la que fuera casa del historiador mondragonés Esteban de Garibay que sería dedicada a juzgados municipales.
En 1898 realizó una segunda visita a su localidad natal. A raíz de esta segunda visita y de su interés por la educación decidió pagar de su bolsillo la construcción de un edificio de escuelas, al que además equipó. Esta escuela sería fundada en 1902 y Viteri crearía también una fundación para la financiación y el mantenimiento de las escuelas.
Tras la construcción de las escuelas de Mondragón, Viteri, decidió extender su labor filantrópica al resto de la provincia y comenzó a costear la construcción de escuelas en otras localidades guipuzcoanas. Así gracias a Viteri se dotaron de edificios escolares las localidades de Fuenterrabía, Rentería, Pasajes de San Juan, Pasajes Ancho, Irún, San Sebastián, Arechavaleta, Hernani y Urnieta.
Se calcula que Viteri donó en vida aproximadamente 775.000 pesetas de la época para sus labores filantrópicas.
Viteri murió en Biarritz el 22 de mayo de 1908.

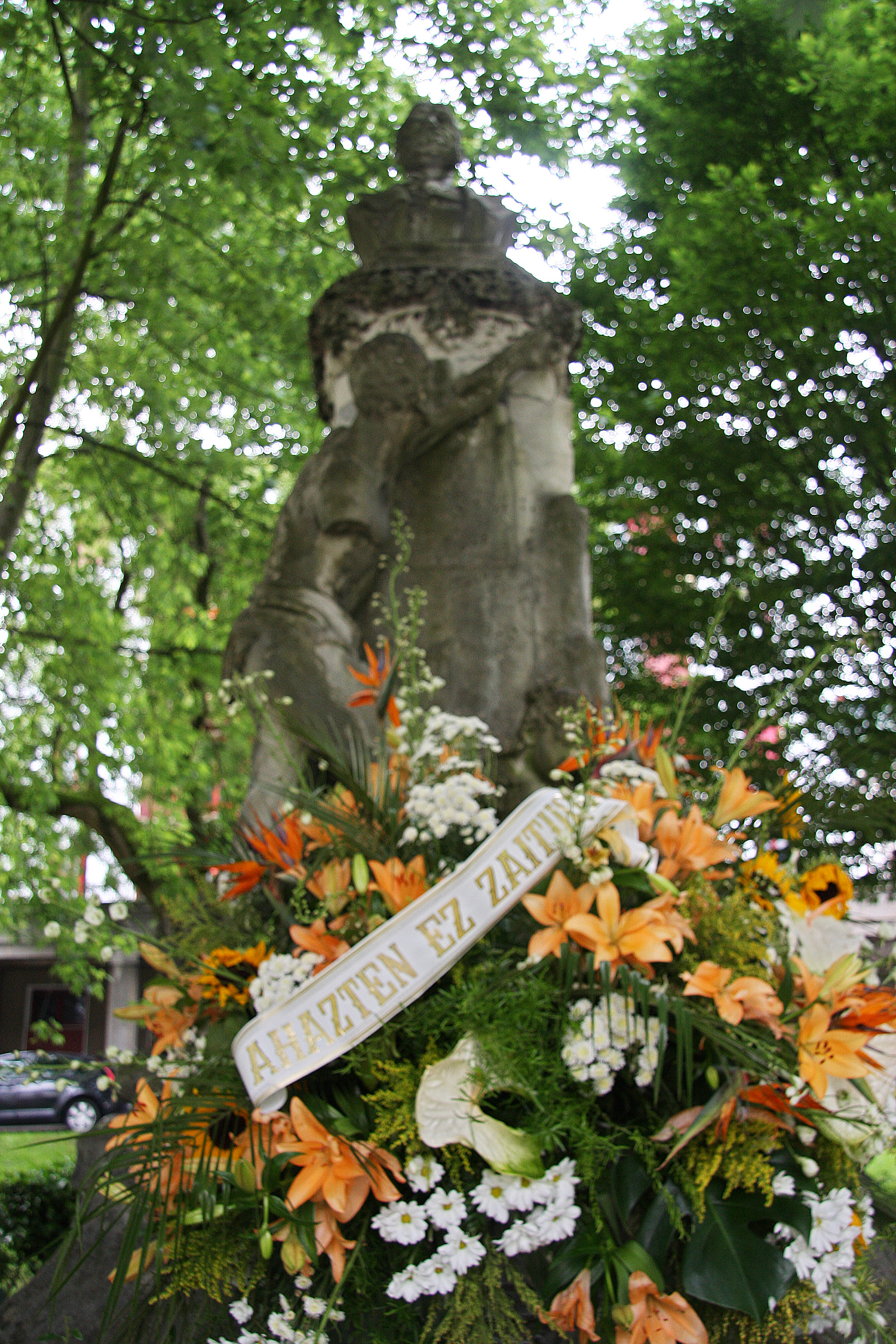
Monumento en honor a Pedro Viteri. Ofrenda floral realizada en 2008 al conmemorarse el centenario de su muerte. En la corona se puede leer "Ahazten ez zaitugun Mondragoetarrak" (Los mondragoneses que no te olvidamos)

## Recuerdo
Su labor desinteresada hizo que a su muerte muchas de las localidades a las que había ayudado le rindieran homenaje. Así, Mondragón, su localidad natal le levantó un monumento, que fue inaugurado en 1911. Una avenida y un colegio mayor de Mondragón llevan además el nombre de este benefactor.
San Sebastián, que ya le había nombrado hijo adoptivo en vida, le dio en 1931 su nombre a la plaza del barrio de Gros, donde se hallaba la escuela que había fundado.
Otras localidades guipuzcoanas como  Fuenterrabía, Rentería o Hernani también le dedicaron una calle y Pasajes la principal plaza del distrito de Pasajes Ancho.
En el año 2009, el consistorio mondragonés ha concedido la Beca José Letona a un grupo de historiadores locales dirigido por la profesora de la Universidad del País Vasco Ana Isabel Ugalde, para esclarecer la biografía de este destacado ciudadano.